# Вель (приток Эны)
Вель (фр. Vesle) — река во Франции, приток реки Эны.
Длина реки — 139,4 км, площадь водосборного бассейна — 1480 км². Находится на северо-востоке Франции, протекает преимущественно по департаменту Марна региона Шампань — Арденны. Часть русла находится в департаменте Эна региона Пикардия.
Река берёт начало в небольшой роще близ населённого пункта Сом-Вель, на высоте 153 м над уровнем моря.
На правом берегу расположен город Реймс. В общей сложности на берегах реки находятся 52 населённых пункта.
Притоки: Ардр.